# 日南市立南郷中学校
日南市立南郷中学校（にちなんしりつ なんごうちゅうがっこう）は、宮崎県日南市南郷町中村乙にある公立中学校。

## 概要
- 生徒数 - 236名（2010年度）

## 沿革
- 1947年5月8日 - 開校。
- 1947年7月22日 - 南郷町大島に大島分校が設置される。
- 1961年 - 大島分校を本校へ統合。
- 1963年4月5日 - 現在地へ移転される。
- 2009年3月30日 - 日南市との合併により、日南市立南郷中学校となる。

## 部活動
運動系
- 軟式野球部
- サッカー部
- 男子バスケットボール部
- 女子バスケットボール部
- 女子バレーボール部
- 男子ソフトテニス部

文化系
- 吹奏楽部

## 通学区域
- 南郷小学校区
- 潟上小学校区

## アクセス
- 最寄り駅 JR日南線南郷駅 徒歩5分

## 主な卒業者
- 谷口浩美 - 東京電力長距離・駅伝チーム監督、元マラソン選手
- 鬼束ちひろ - シンガーソングライター